# Carole Chrétiennot
Carole Chrétiennot est responsable de l'image et de la communication du Café de Flore et de La Closerie des Lilas, à Paris. 

## Biographie
Née le 1er septembre 1970 à Paris, Carole Chrétiennot est chargée de l'image et de la communication du Café de Flore et La Closerie des Lilas, à Paris, au sein de l'entreprise familiale. Ces deux lieux emblématiques regorgent d'une histoire littéraire et culturelle importante,. Une histoire qui s'écrit au présent, grâce à la création de deux prix littéraires. En 1994, Carole Chrétiennot a cofondé le prix littéraire Prix de Flore, avec le romancier Frédéric Beigbeder ; puis en 2007, le Prix de la Closerie des Lilas, exclusivement féminin, aux côtés de cinq femmes en lettres. Elle est également membre du jury du Prix Hemingway, présidé par Laure Adler, lequel récompense une nouvelle inédite dont l’action se déroule dans l’univers des cultures taurines. 
En 2019, elle participe à la création du festival Cinéroman, premier festival consacré à des films français ou étrangers adaptés d’œuvres littéraires. La première édition aura lieu à Nice, du 23 au 26 octobre 2019.
Du côté des arts, elle soutient depuis sa création en 2000, le Parcours Saint Germain, un parcours d'art contemporain.